# 青木慶一郎
青木 慶一郎（あおき けいいちろう、1967年11月11日 - ）は、日本の実業家、JKホールディングス株式会社代表取締役社長。

## 人物・経歴
1967年11月11日生まれ。東京都出身。1990年3月、立教大学経済学部経営学科（現・経営学部）卒業。1992年4月、株式会社丸吉（現・JKホールディングス）入社。
2003年10月、株式会社キーテック取締役、2004年4月、同社代表取締役専務、同年6月、ジャパン建材株式会社（現・JKホールディングス）取締役に就任。
2008年4月、同社取締役管理本部副本部長、2010年10月、同社専務取締役経営管理本部グループ経営企画室長、2013年4月、同社取締役副社長に就任。
2014年4月、同社代表取締役社長に就任。